# Odense (općina)
Odense je općina u danskoj regiji Južna Danska.

## Zemljopis
Općina se nalazi u središnjem dijelu otoka Fyna, prositire se na 304,34 km2.

## Stanovništvo
Prema podacima o broju stanovnika iz 2010. godine općina je imala 188.777 stanovnika, dok je prosječna gustoća naseljenosti 620,28 stan/km2. Središte općine je grad Odense.

### Naselja
| Veća naselja u općini |                  |                    |
| Br.                   | Naselje          | Stanovnika (2010.) |
| 1                     | Odense           | 166.305            |
| 2                     | Bellinge         | 4.338              |
| 3                     | Sankt Klemens    | 2.536              |
| 4                     | Fraugde          | 1.696              |
| 5                     | Over Holluf      | 1.437              |
| 6                     | Næsbyhoved-Broby | 1.400              |
| 7                     | Ejlstrup         | 1.317              |
| 8                     | Lumby            | 760                |
| 9                     | Blommenslyst     | 453                |
| 10                    | Fangel           | 453                |

## Vanjske poveznice
- Službena stranica općine  Arhivirana inačica izvorne stranice od 23. listopada 2015. (Wayback Machine)